# Renée Slegers
Renée Slegers   (Someren-Eind, 5 de febrer de 1989) és una exjugadora i entrenadora de futbol neerlandesa que dirigeix l'Arsenal Women Football Club.

## Trajectòria
Slegers va jugar com a migcampista, primer al Someren i al Willem II i després als clubs suecs Damallsvenskan, Djurgårdens IF i Linköping FC. També va ser 55 vegades internacional amb la selecció dels Països Baixos i va participar a l'Eurocopa Femenina de Futbol 2013.
Una greu lesió de genoll que va patir el novembre de 2016 va acabar amb la seva carrera com a jugadora. Aquesta lesió la va deixar fora de l'Eurocopa Femenina de Futbol 2017, que els Països Baixos van acollir i posteriorment van guanyar. Anteriorment, havia perdut un any i mig de futbol a causa d'una lesió pèlvica. Slegers es va veure obligada a anunciar la seva retirada definitiva el febrer de 2018.
Després de la seva retirada, Slegers va començar a entrenar durant dues temporades el FC Rosengård suec i, més endavant, es va incorporar a l'Arsenal el setembre de 2023, on va exercir de segona entrenadora sota les ordres de Jonas Eidevall fins que es va convertir en l'entrenadora interina l'octubre de 2024, després de la dimissió d'Eidevall.
Sota la direcció de Slegers, l'Arsenal va estar invicte en onze partits, amb deu victòries i un empat, i es va classificar per als quarts de final de la Lliga de Campions Femenina, en acabar primer del seu grup. El 17 de gener de 2025 es va anunciar que Slegers havia estat nomenada entrenadora principal i havia signat un contracte d'un any i mig. El 24 de maig de 2025, Slegers va liderar l'Arsenal cap al seu segon trofeu de la Lliga de Campions Femenina de la UEFA, derrotant el FC Barcelona per 1-0 a la final.